# 倉地千尋
倉地 千尋（くらち ちひろ、8月25日 - ）は、日本の漫画家。女性。

## 略歴
2016年に開催された第15回角川漫画新人賞で『そうだったのかい!!』を投稿し佳作を受賞。2017年に、『週刊少年サンデー』でヒトとトリの恋愛を描いた『彼女の産みたて生卵』を短期集中連載した。2019年から2021年まで『週刊少年サンデーS』にて『清楚なフリをしてますが』を連載。自身の体験をもとに『生理を隠し続ける女の子の漫画』を描いた。2022年から連載が始まった『ヒナのままじゃだめですか?』では、第二次性徴に戸惑う思春期の成長物語を描いている。2024年に完結した。
2025年8月16日、急性リンパ性白血病を発症していることを自身のXで公表。「これから治療を頑張ります」「ですが、とても怖いので経験者いらっしゃいましたら情報ください」と情報提供を呼びかけ、「また漫画が描けるように頑張ります」と綴った。

## 作品リスト
- 彼女の産みたて生卵（『週刊少年サンデー』2017年50号[2] - 52号） - 短期集中連載[2]。
- 『清楚なフリをしてますが』小学館〈少年サンデーコミックス〉全4巻（『週刊少年サンデーS』2019年8月号[3] - 2021年3月号[4]）
  1. 2019年12月18日発売[10]、ISBN 978-4-09-129448-7
  2. 2020年6月18日発売[11]、ISBN 978-4-09-850083-3
  3. 2020年12月18日発売[12]、ISBN 978-4-09-850290-5
  4. 2021年2月18日発売[13]、ISBN 978-4-09-850387-2
- 『おっちょこドジおねえさん』講談社〈モーニングKC〉全6巻（『コミックDAYS』2022年11月4日 - 2024年9月20日）
  1. 2023年3月8日発売[14][15]、ISBN 978-4-06-531293-3
  2. 2023年7月12日発売[16]、ISBN 978-4-06-532071-6
  3. 2023年11月8日発売[17]、ISBN 978-4-06-533617-5
  4. 2024年3月13日発売[18]、ISBN 978-4-06-534844-4
  5. 2024年8月9日発売[19]、ISBN 978-4-06-536596-0
  6. 2024年12月11日発売[20]、ISBN 978-4-06-537863-2
- 『ヒナのままじゃだめですか？』双葉社〈アクションコミックス〉全3巻（『月刊アクション』2022年11月号[6] - 2024年4月号[8]）
  1. 2023年3月9日発売[7][21]、ISBN 978-4-575-85817-4
  2. 2023年9月12日発売[22]、ISBN 978-4-575-85884-6
  3. 2024年4月11日発売[8][23]、ISBN 978-4-575-85960-7